# 27922 Маскероні
27922 Маскероні (27922 Mascheroni) — астероїд головного поясу, відкритий 8 грудня 1996 року.
Тіссеранів параметр щодо Юпітера — 3,216.